# 篠山城

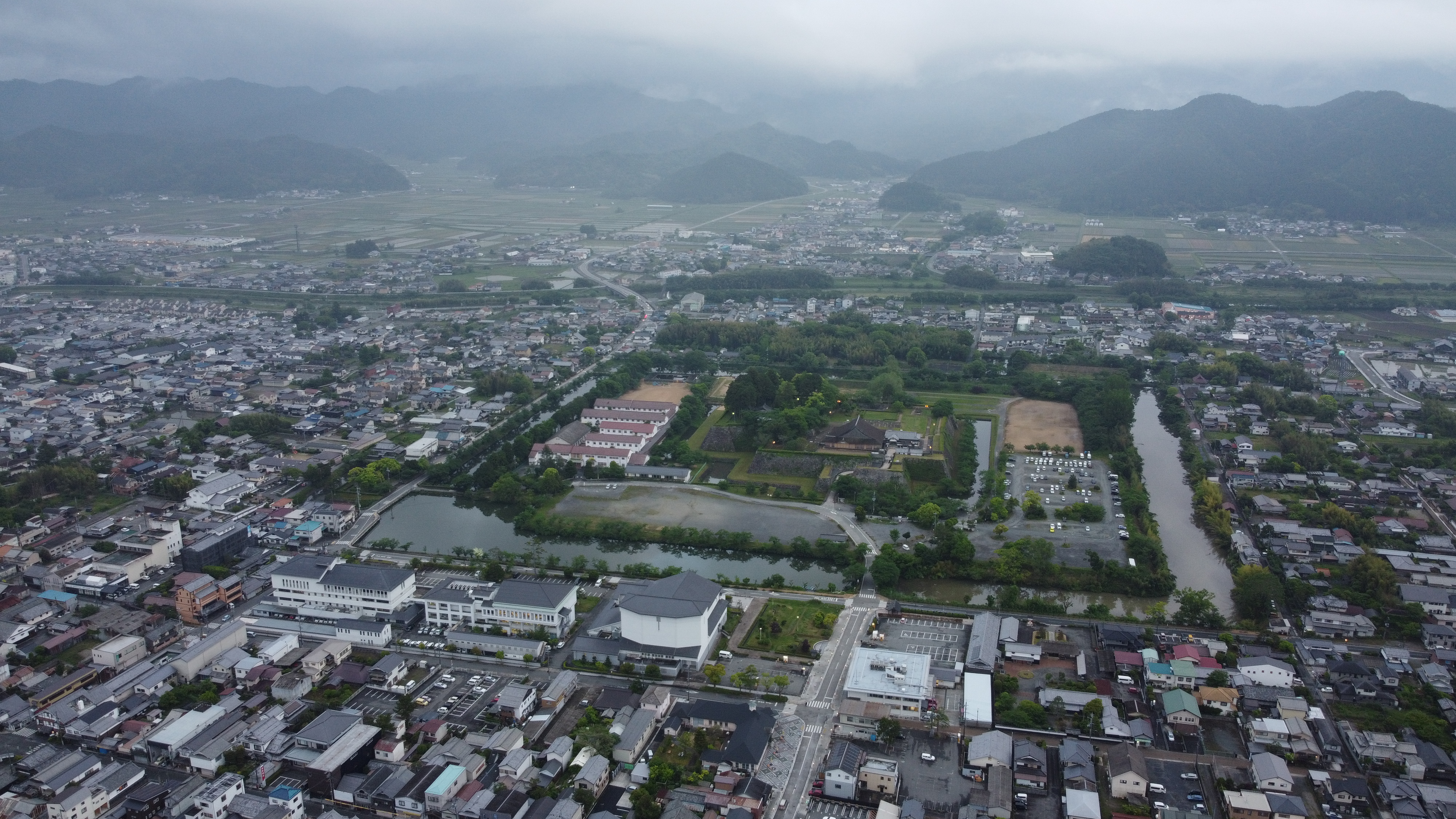
上空から見る篠山城（空撮）

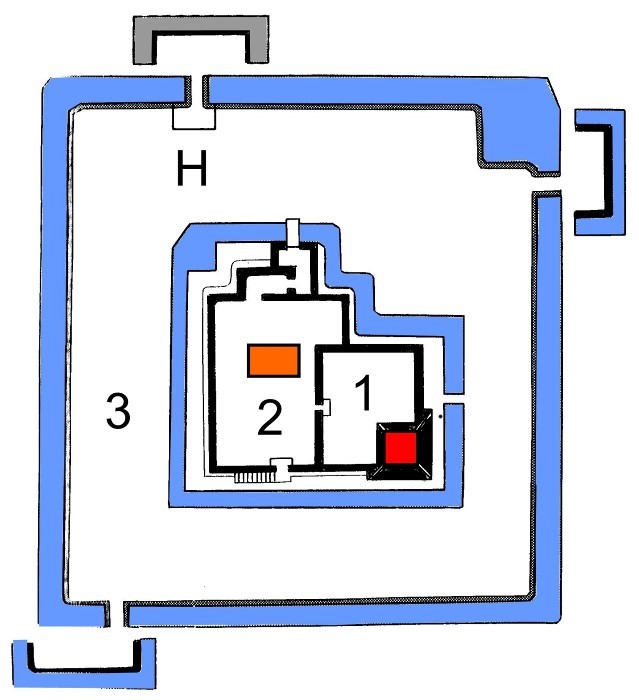
１本丸　２二の丸　３三の丸　H大手門

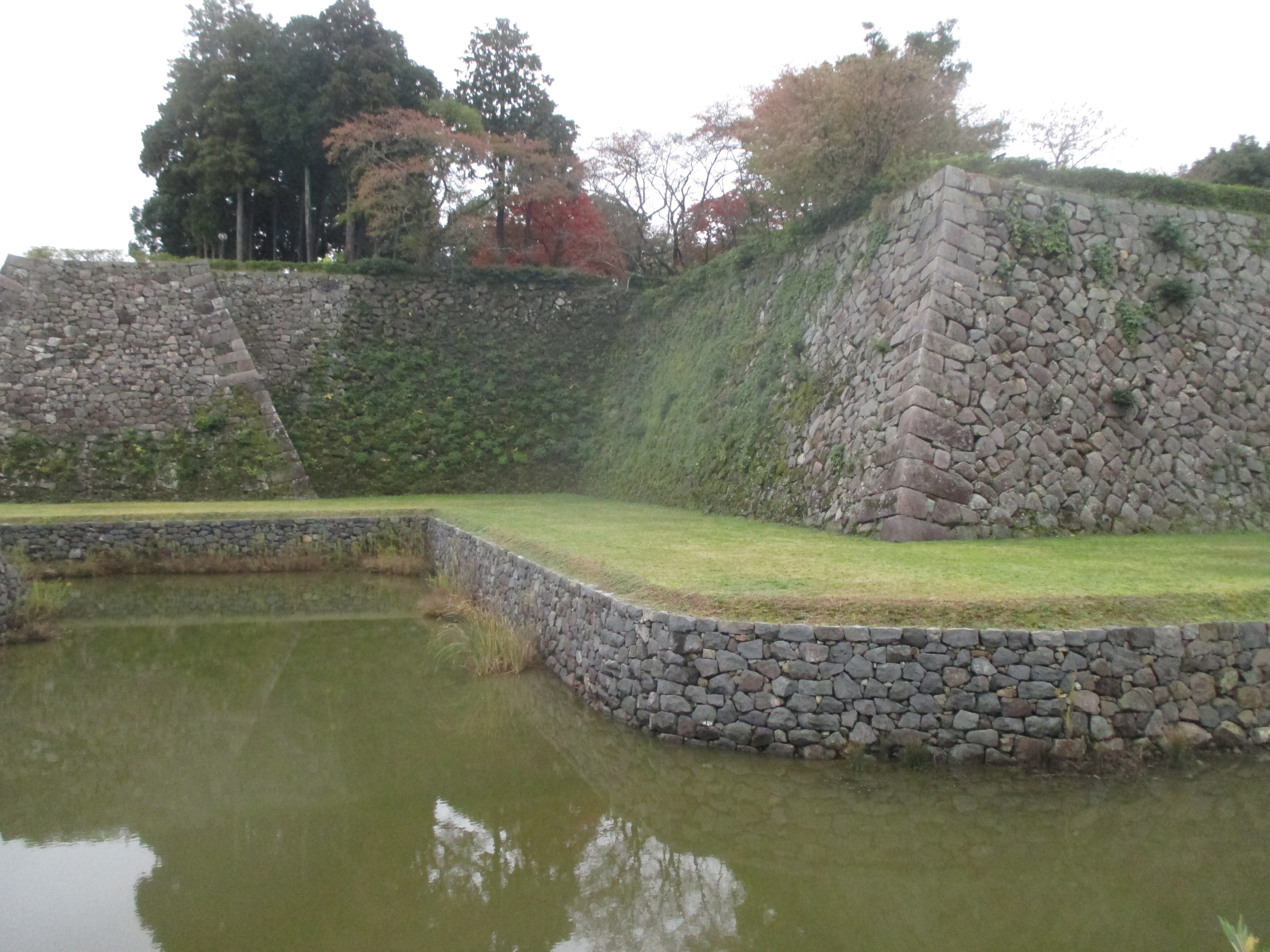
内堀と石垣

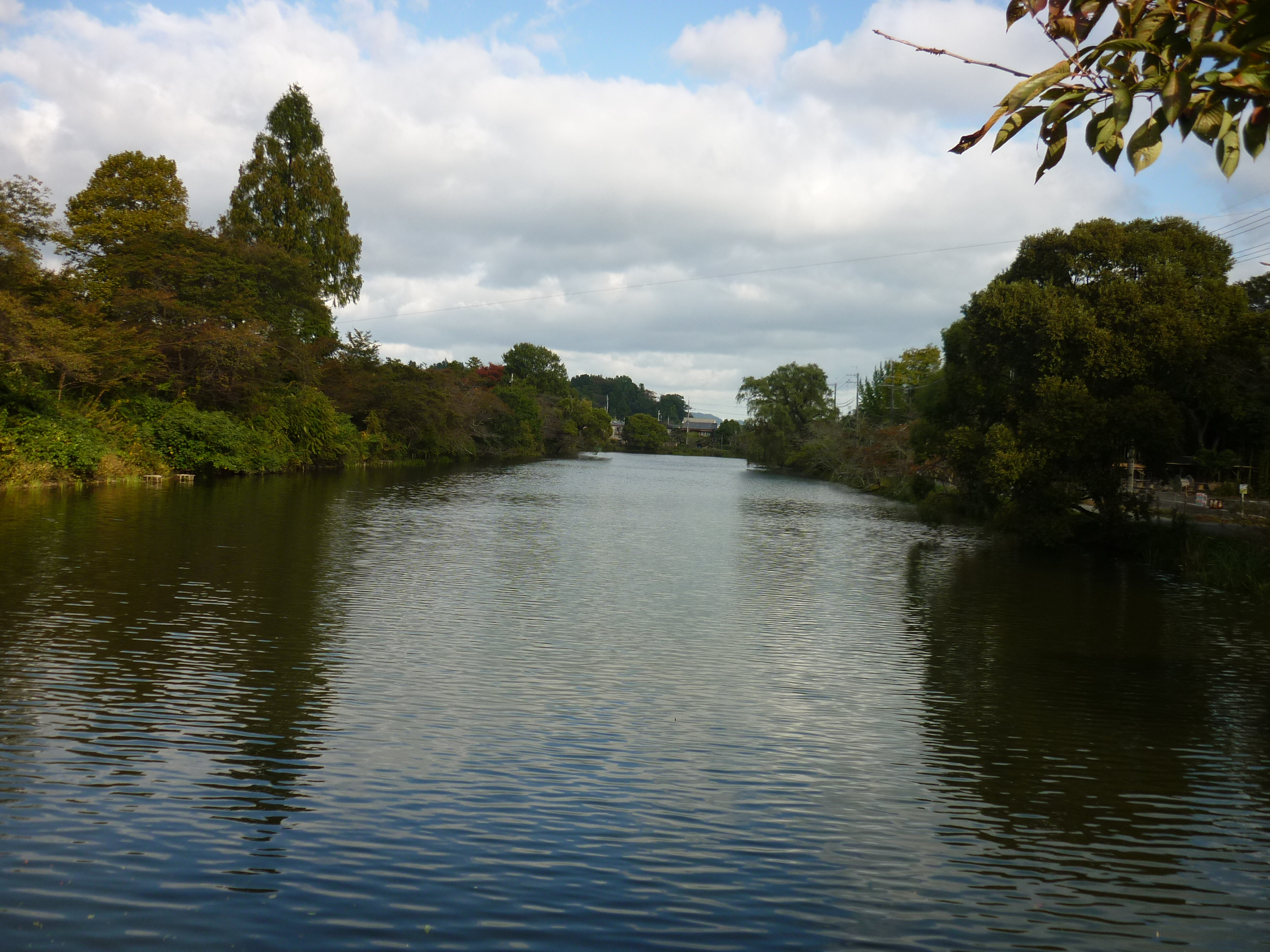
外堀　南面

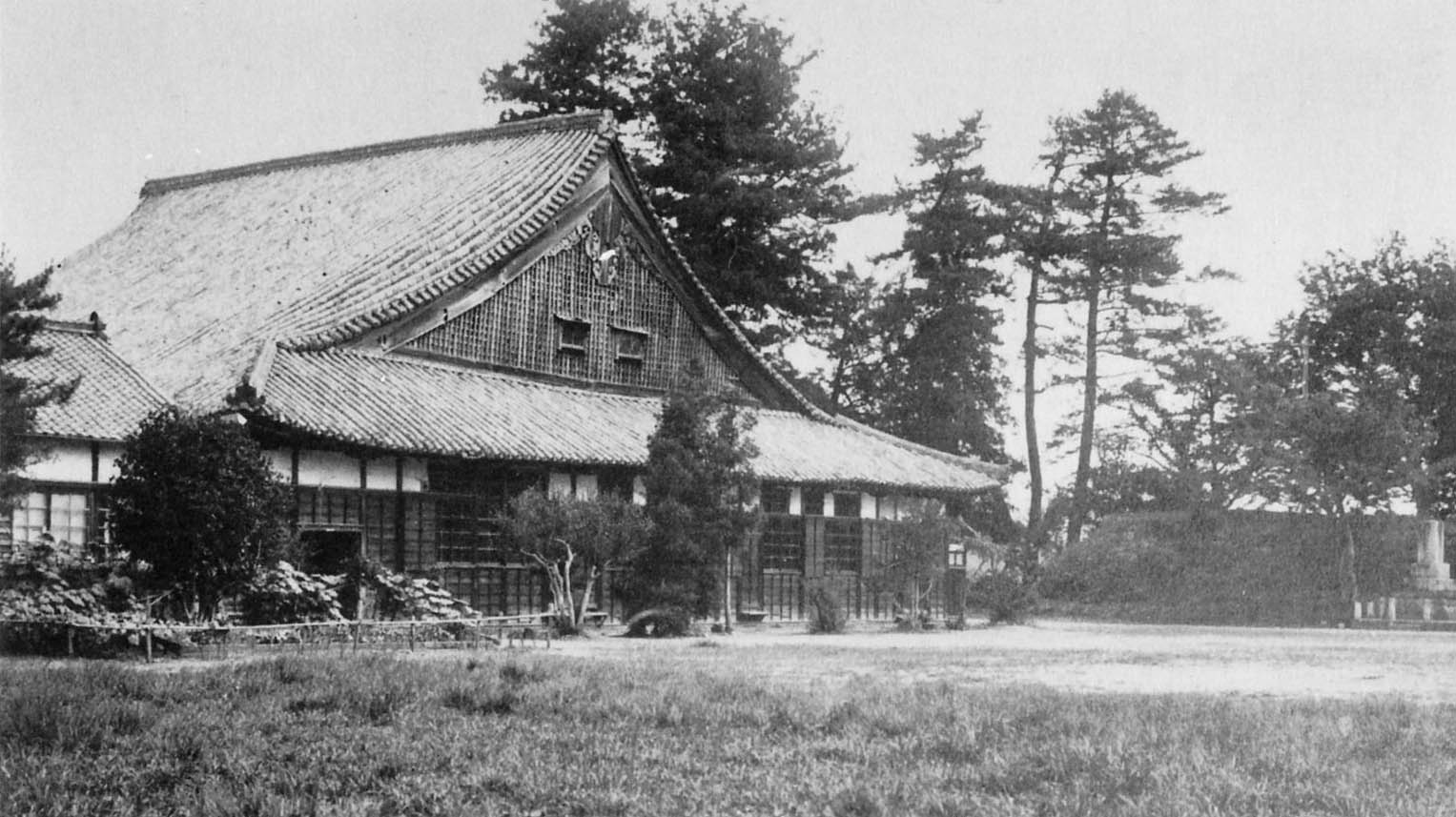
焼失前の二の丸御殿大書院　1943年（昭和18年）

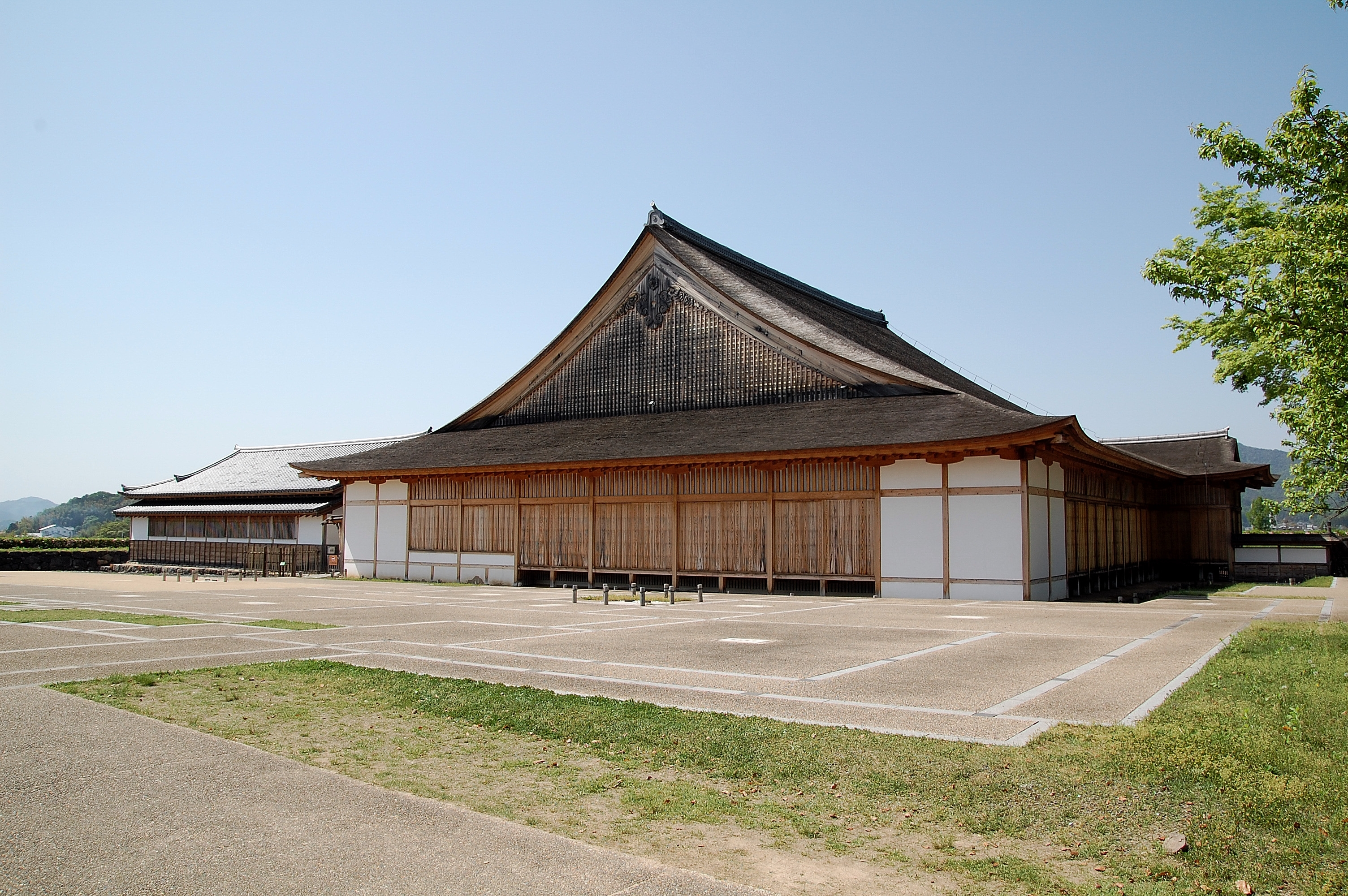
二の丸御殿大書院（木造復元）

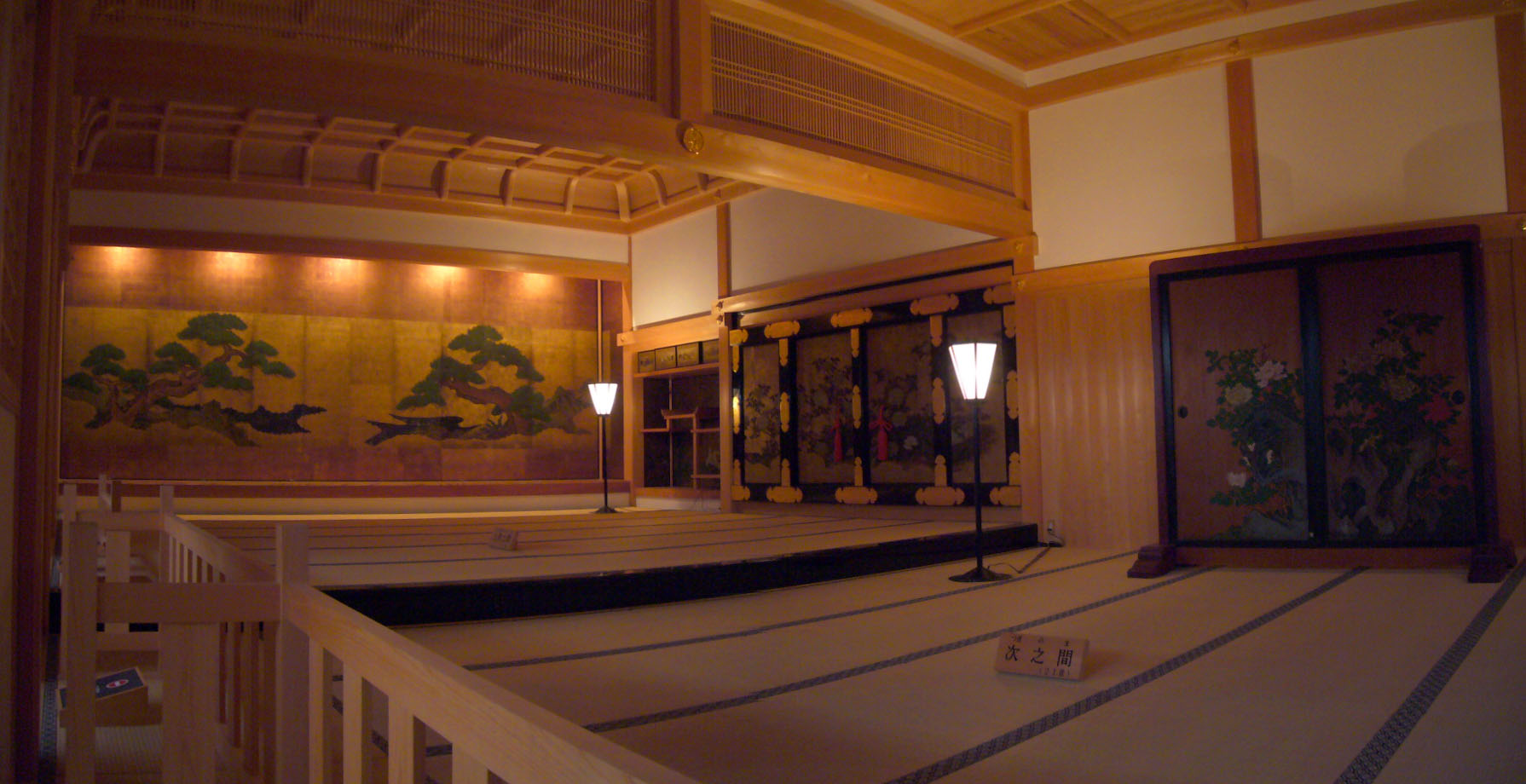
大書院「次之間」

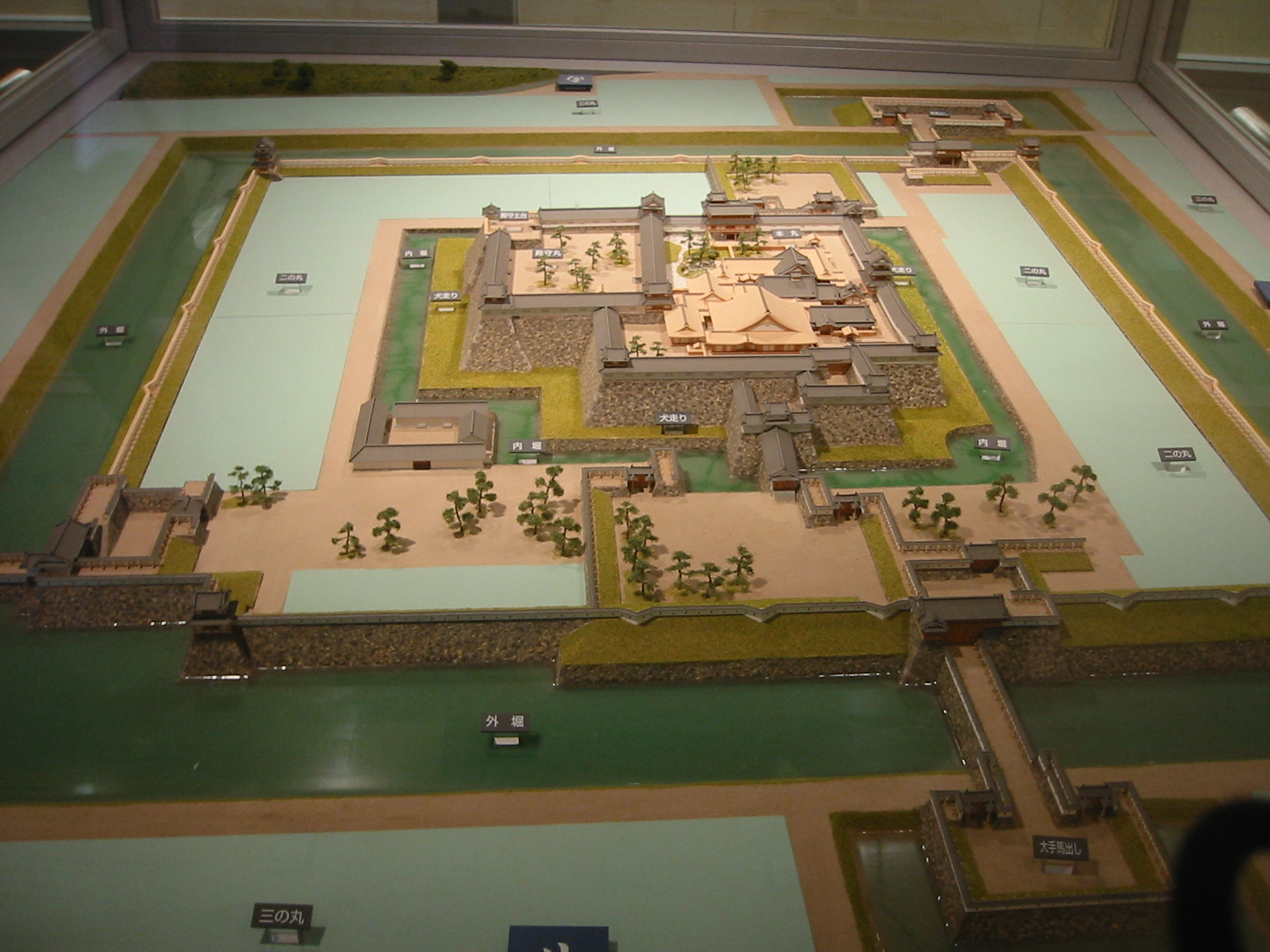
篠山城の模型

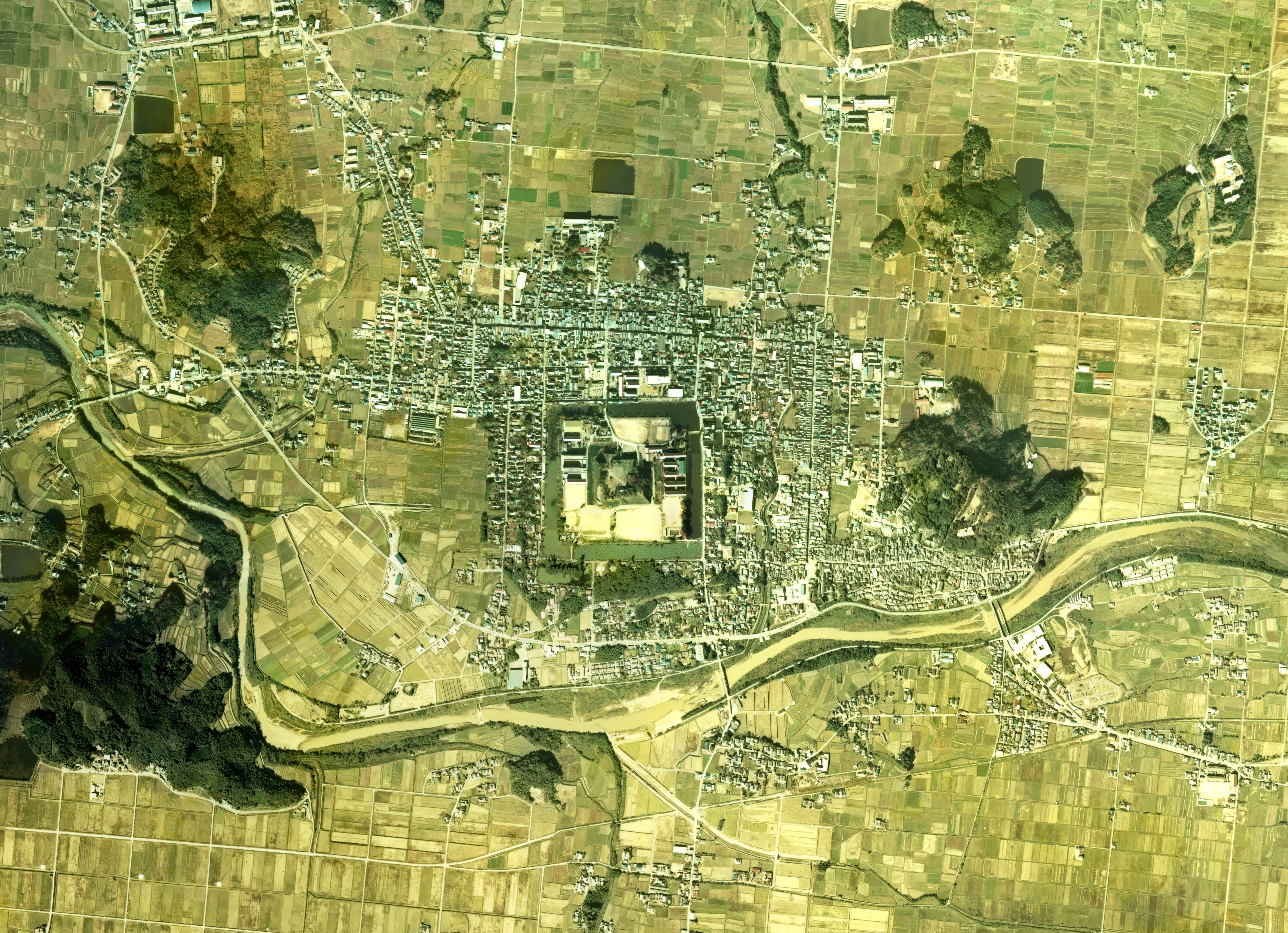
篠山城跡周辺の航空写真　1975年

篠山城（ささやまじょう）は、兵庫県丹波篠山市北新町にあった日本の城（近世城郭）。篠山盆地の中央部、笹山とよばれる小丘陵に築かれた平山城で、篠山藩の藩庁であった。国の史跡に指定されている。

## 歴史・沿革

### 江戸時代
- 1609年（慶長14年） - 徳川家康は、松平康重を常陸国笠間城から丹波国八上城に移し、さらに新城の築城を命じた。これは、山陰道の要衝である丹波篠山盆地に城を築くことによって、大坂の豊臣氏をはじめとする西国諸大名のおさえとするのが目的であったとされる。篠山盆地中心部の丘陵である笹山を築城地と定め、藤堂高虎が縄張を担当した。普請総奉行を池田輝政が務め、15か国20の大名の助役による天下普請により6か月で完成した。
- 1766年（明和3年） - 藩校「振徳堂」を建設。

以後、松井松平家一代、藤井松平家二代、形原松平家五代、青山家六代の歴代篠山藩主を経て明治を迎えた。

### 近現代
1873年（明治6年） に城郭の建造物が取り壊され始めた。二の丸御殿の大書院（おおしょいん）も公示入札を行ったところ100円での落札が決まったが、取り壊しに多くの費用が必要なことから放置された。これを旧藩士の安藤直紀が入手し、小学校、次いで公民館へと転用されて現存した。しかし1944年（昭和19年）に火災訓練時の失火により焼失した。
- 1875年（明治8年）から1910年（明治43年） - 二の丸御殿大書院は丹波篠山市立篠山小学校（当時：篠山尋常小学校）の校舎として、1910年（明治43年）からは多紀郡公会堂として利用されていた。
- 1912年（明治45年）から1922年（大正11年） - 二の丸に郡立高等女学校があった。
- 1944年（昭和19年）1月6日 - 失火により大書院が焼失。
- 1953年（昭和28年）頃 - 内堀が埋め立てられ、公園化が進む。
- 1954年（昭和29年）頃 - 多紀文化顕彰会や多紀郡町村会長が国に対して保存活動を行う。
- 1956年（昭和31年）12月28日 - 国の史跡に指定される。
- 1993年（平成5年）12月 - 城下町地区が兵庫県の景観形成地区に指定される。
- 1994年（平成6年）3月 - 篠山幼稚園と篠山養護学校を城外へ移転させる。
- 2004年（平成16年）4月 - 丹波篠山市立篠山中学校を城外へ移転させる。
- 2006年（平成18年）4月6日 - 日本100名城（57番）に選定された。
- 2009年4月23日 - 丹波篠山築城400年祭開幕[2]。

#### 復元・整備
城周辺の整備がすすめられており、2000年（平成12年）4月には二の丸御殿の中心的建物だった大書院（おおしょいん）が復元された。大書院は一般公開されている。
堀に不法投棄される自転車などのゴミや、増える外来種を駆除するために堀の水を抜いて作業するなどして水質を改善する活動が行われている。令和元年７月、三の丸南広場の整備が終わり供用が再開された、
- 1971年（昭和46年）1月 - 第1次「史跡篠山城跡総合整備計画」を策定。
- 1978年（昭和53年）3月 - 第2次「史跡篠山城跡総合整備計画」を策定。
- 1986年（昭和61年）3月 - 第3次「史跡篠山城跡総合整備計画」を策定。
- 1999年（平成11年）3月 - 第4次「史跡篠山城跡総合整備計画」を策定。
- 2012年（平成24年）3月 - 第5次「史跡篠山城跡総合整備計画」を策定。

## 縄張
城は内堀と外堀を有し、内堀内に本丸と二の丸を設ける。外堀の外周は1辺約400mのほぼ正方形で、東・北・南の門には馬出を設置して守りを固めていた。二の丸を囲む土塀は所々、屏風折りに外側に突き出しており狭間の死角を少なくする工夫がされていた。築城当初より天守台はあるが天守は建設されなかった。これは石垣や堀をはじめとする城の造りが堅固すぎることを幕府が懸念したためと伝えられている。実際には次に予定していた名古屋城の普請にあたり、篠山城築城に関わった助役大名のほとんどを移らせたためであり、家康も必要以上に堅固としたため普請期間が伸びたと難じた。天守の建てられなかった天守台には、平櫓が南西隅に建っていた。
三の丸に上級武士、外堀沿いに中級・下級武士、外堀南に足軽長屋、街道沿いに町や社寺が配置された。
現在、三の丸には北と南に広場がありデカンショ祭や篠山ABCマラソンのスタート・ゴール地点などの催し物にも使用されている。外堀沿いには桜が約1000本、植えられている。これは1915年（大正4年）、篠山町青年会が大正天皇即位を記念して東堀に植樹した事に始まる。

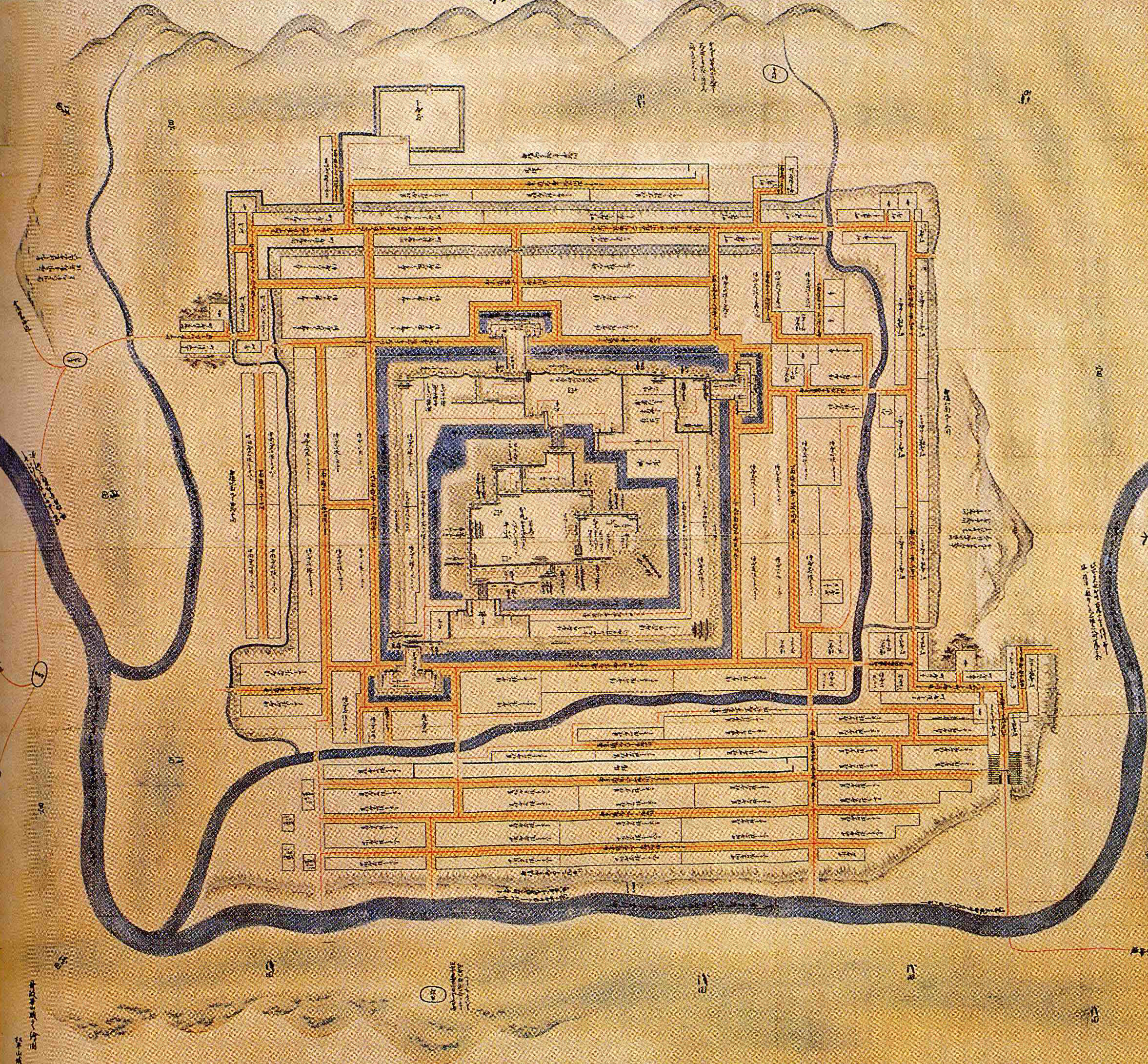
古絵図
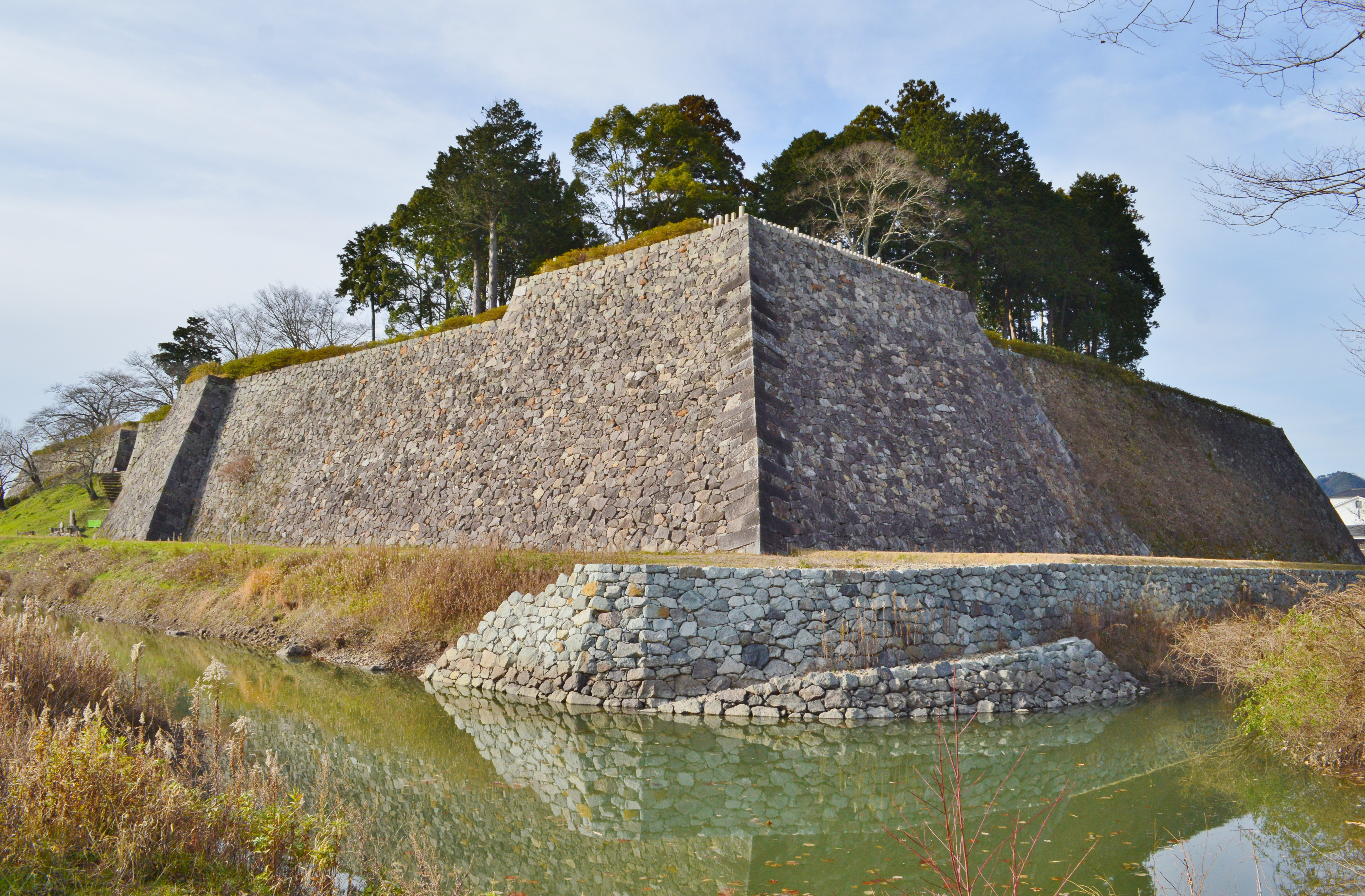
天守台石垣　内堀
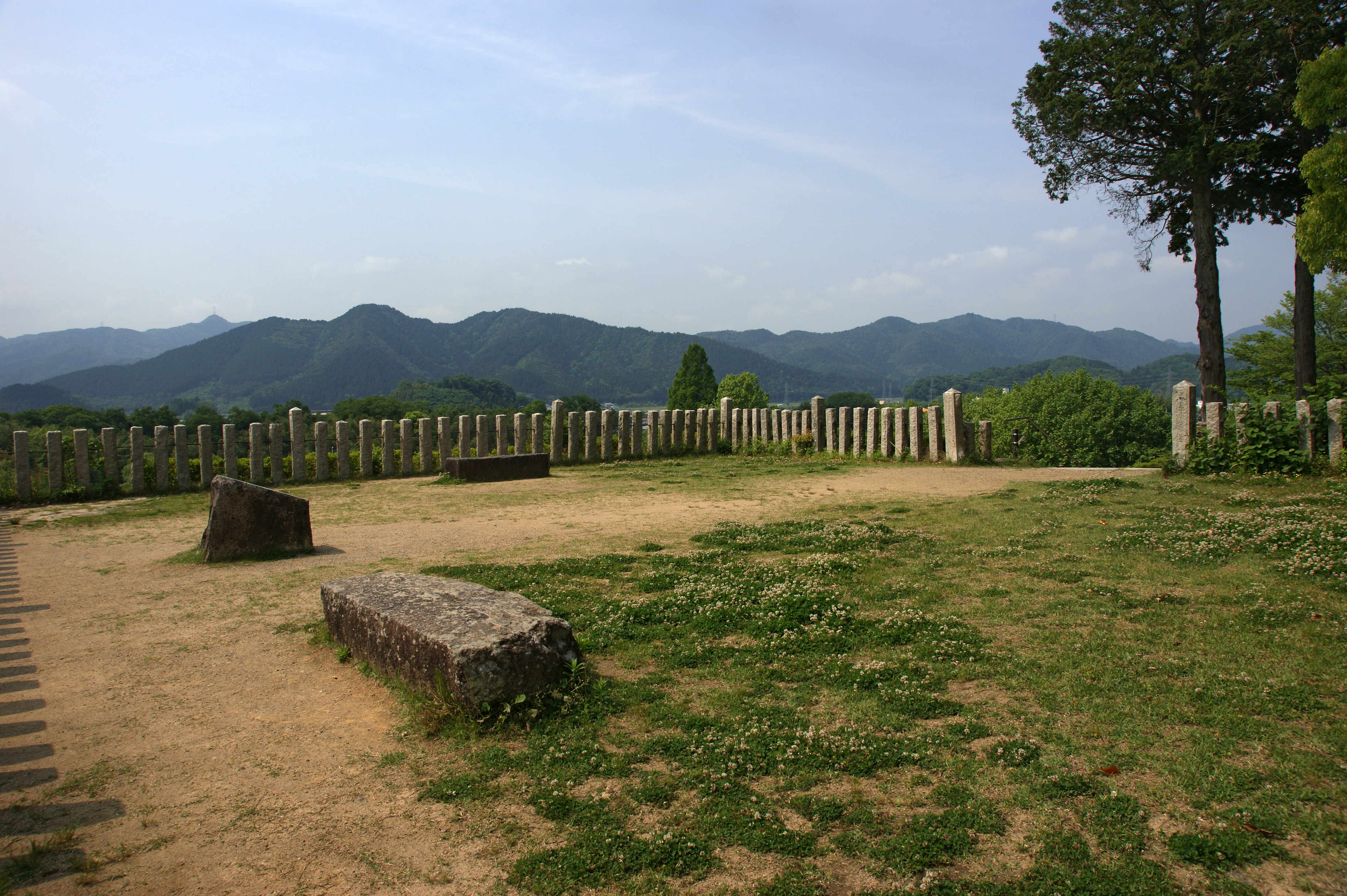
天守台
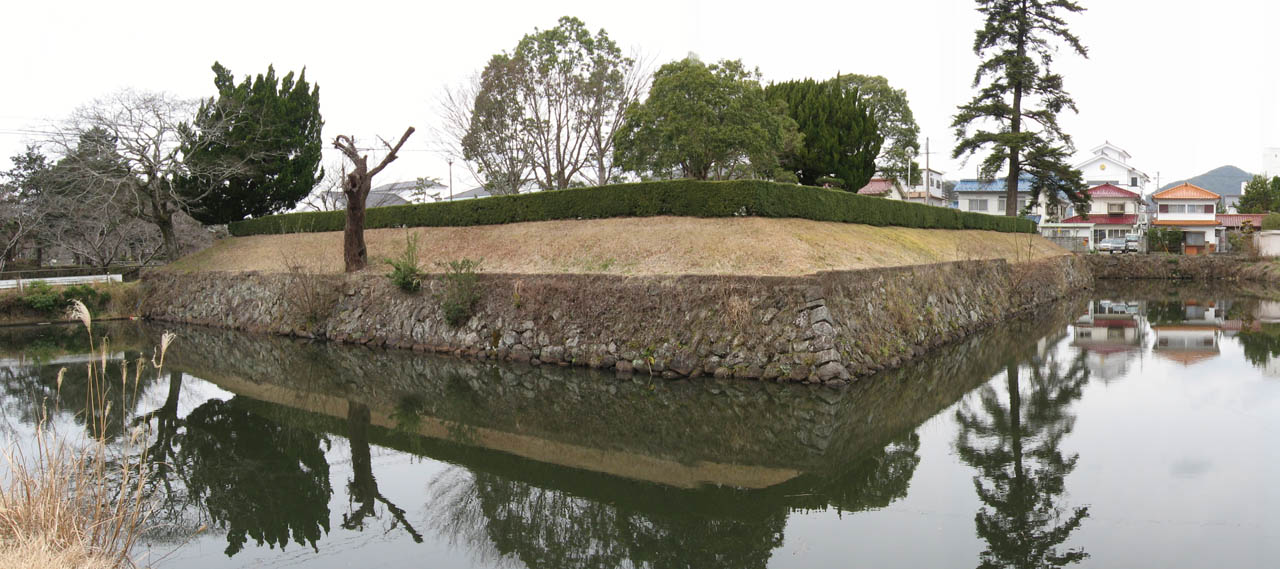
馬出　外堀東門

## 文化財

### 史跡
馬出の遺構が東と南の2カ所が残っている、特に南馬出は現存する唯一の土塁だけの馬出であり、その高さは約4メートルである。1956年（昭和31年）12月28日国の史跡に指定された。いずれの門か不明だが市内金照寺に山門として移築現存している。

## 観光

### 所在地
兵庫県丹波篠山市北新町2-3（大書院所在地）

### 交通アクセス
西日本旅客鉄道（JR西日本）福知山線「篠山口駅」より、ウイング神姫（旧神姫グリーンバス）（2番のりば・篠山営業所ゆき）で17分、二階町下車、南へ300m。城の北側に市営駐車場あり。

### 料金
- 大人：400円
- 大学・高校生：200円
- 中学・小学生：100円

### 周囲の文化施設・観光名所
- 篠山市篠山伝統的建造物群保存地区　（国の重要伝統的建造物群保存地区として選定、保存地区には篠山城跡を含む）
  - 御徒士町武家屋敷群 - ひょうご風景百選の一つ
    - 安間家資料館 - 江戸時代末期築の武家屋敷
    - 小林家長屋門 - 江戸時文化年間築、入母屋造、茅葺

  - 河原町妻入商家群
    - 丹波古陶館 - 江戸時代の大規模商家建築
    - 能楽資料館
- 丹波篠山市立歴史美術館
- 大正ロマン館 - 旧篠山町役場。